# Tie (album)
Tie è il quarto album in studio della cantante finlandese Ninni Poijärvi, pubblicato il 12 settembre 2014 su etichetta discografica Turenki Records.

## Tracce
1. Tie – 5:47
2. Ampiainen – 3:44
3. Jäälautat – 3:47
4. Kenen äänellä – 3:41
5. Joenmorsian – 4:04
6. Laivoja – 3:39
7. Talo – 2:53
8. Uimapuku – 2:00
9. Yö pettävällä jäällä – 3:35
10. Rakkaus on – 3:15
11. Takiainen – 3:15
12. Kyyhky – 3:35
13. Päivä vaihtuu – 4:07
14. Kirkas päivä – 5:19

## Classifiche
| Classifica (2014) | Posizione massima |
| ----------------- | ----------------- |
| Finlandia         | 31                |